# Sesamia vuterioides
Sesamia vuterioides är en fjärilsart som beskrevs av Embrik Strand 1915. Sesamia vuterioides ingår i släktet Sesamia och familjen nattflyn. Inga underarter finns listade i Catalogue of Life.